# Voyageurs France Europe Partenaires
Voyageurs France Europe Partenaires, abrégé VFE Partenaires, aussi SNCF Voyages Développement est la  filiale de SNCF Participations qui sert comme société de portefeuille regroupant les participations et filiales de droit privé du Groupe SNCF qui sont dirigés par la branche SNCF Voyages. VFE Partenaires est une Société par actions simplifiée unipersonnelle, créée le 29 octobre 1993. 